# NGC 5074
NGC 5074 (другие обозначения — MCG 5-31-172, ZWG 161.1, ZWG 160.183, WAS 67, KUG 1316+317, PGC 46354) — спиральная галактика (Sb) в созвездии Гончие Псы.
Этот объект входит в число перечисленных в оригинальной редакции «Нового общего каталога».